# Памятник Николаю I
Памятник Николаю I установлен на Исаакиевской площади в Санкт-Петербурге. Расположен между Мариинским дворцом и Исаакиевским собором. Памятник начал строиться в 1856 году после смерти императора по проекту архитектора Огюста Монферрана и был открыт 25 июня (7 июля) 1859 года.

## Описание

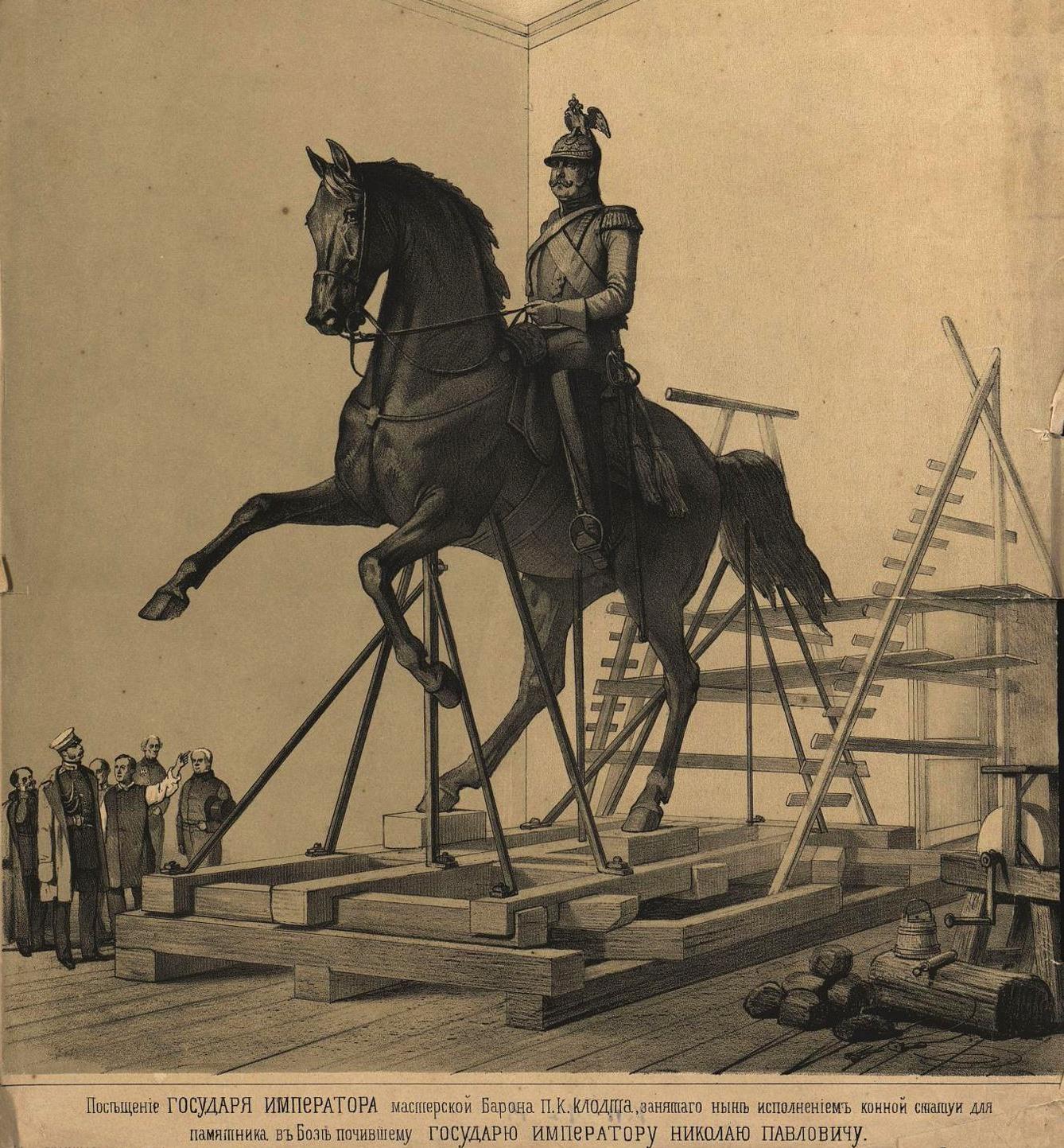
Посещение Александром II мастерской П. К. Клодта, занятого статуей. 1855 год

Памятник представляет собой 6-метровую конную статую Николая I работы барона Петра Клодта, стоящую на пьедестале. Император изображён в парадном мундире Лейб-гвардии Конного полка, шефом которого он являлся. Конной натурой послужил любимый жеребец государя — Амалатбек.
Пьедестал памятника работы Огюста Монферрана имеет эллиптическую форму и изготовлен из малинового карельского шокшинского кварцита и белого итальянского мрамора. Цоколь выполнен из серого сердобольского гранита.
Пьедестал памятника украшают четыре аллегорические женские фигуры работы Роберта Залемана, олицетворяющие «Силу», «Мудрость», «Правосудие» и «Веру». Головы фигур являются портретными изображениями императрицы Александры Фёдоровны и дочерей Николая I — Марии, Александры и Ольги. Между двумя первыми статуями находится бронзовый позолоченный государственный герб, под которым расположена надпись: «НИКОЛАЮ 1 ИМПЕРАТОРУ ВСЕРОССIЙСКОМУ. 1859.». Первоначально памятник не имел ограды, она была установлена позже в 1860-е годы.
Четыре барельефа (три из них работы Николая Рамазанова, один — Р. Залемана), расположенные на постаменте, рассказывают о ключевых событиях правления Николая I: восстании декабристов на Сенатской площади (1825), усмирении холерного бунта на Сенной площади (1831), составлении свода законов Михаилом Сперанским (1832) и открытии Николаевской железной дороги (1851).

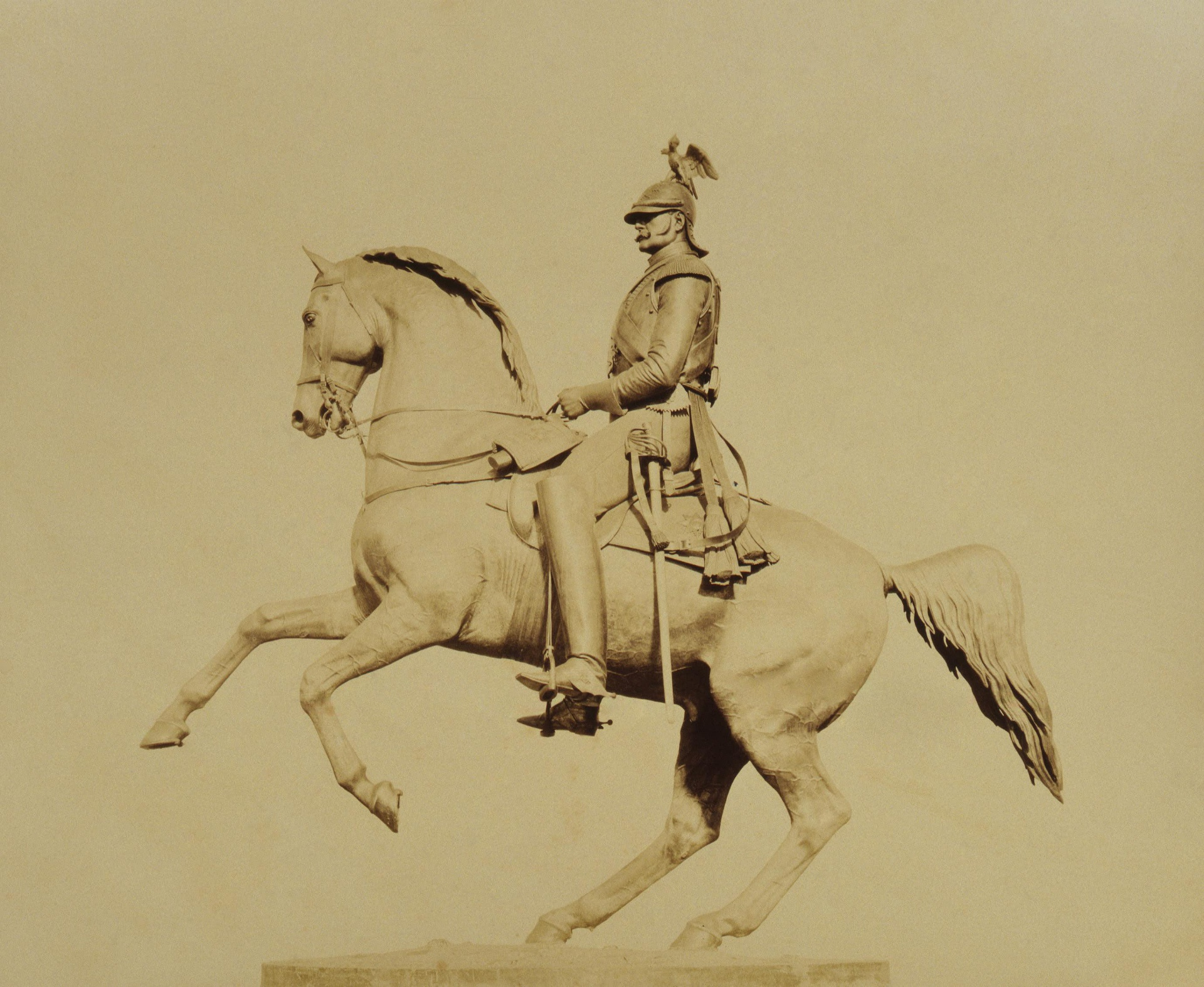
Памятник Николаю I - конная статуя, 1859
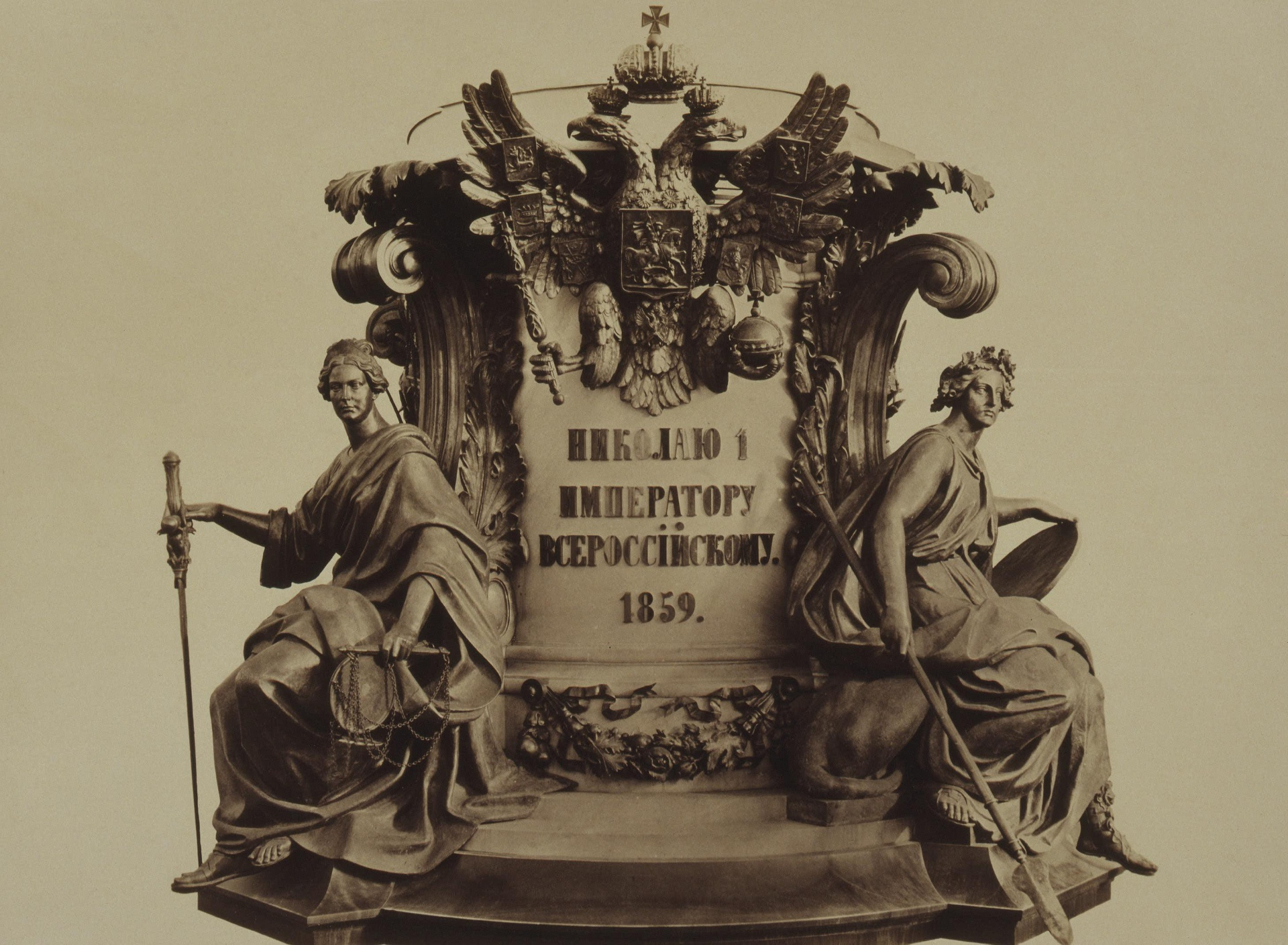
Часть постамента - "Правосудие" и "Сила", 1859
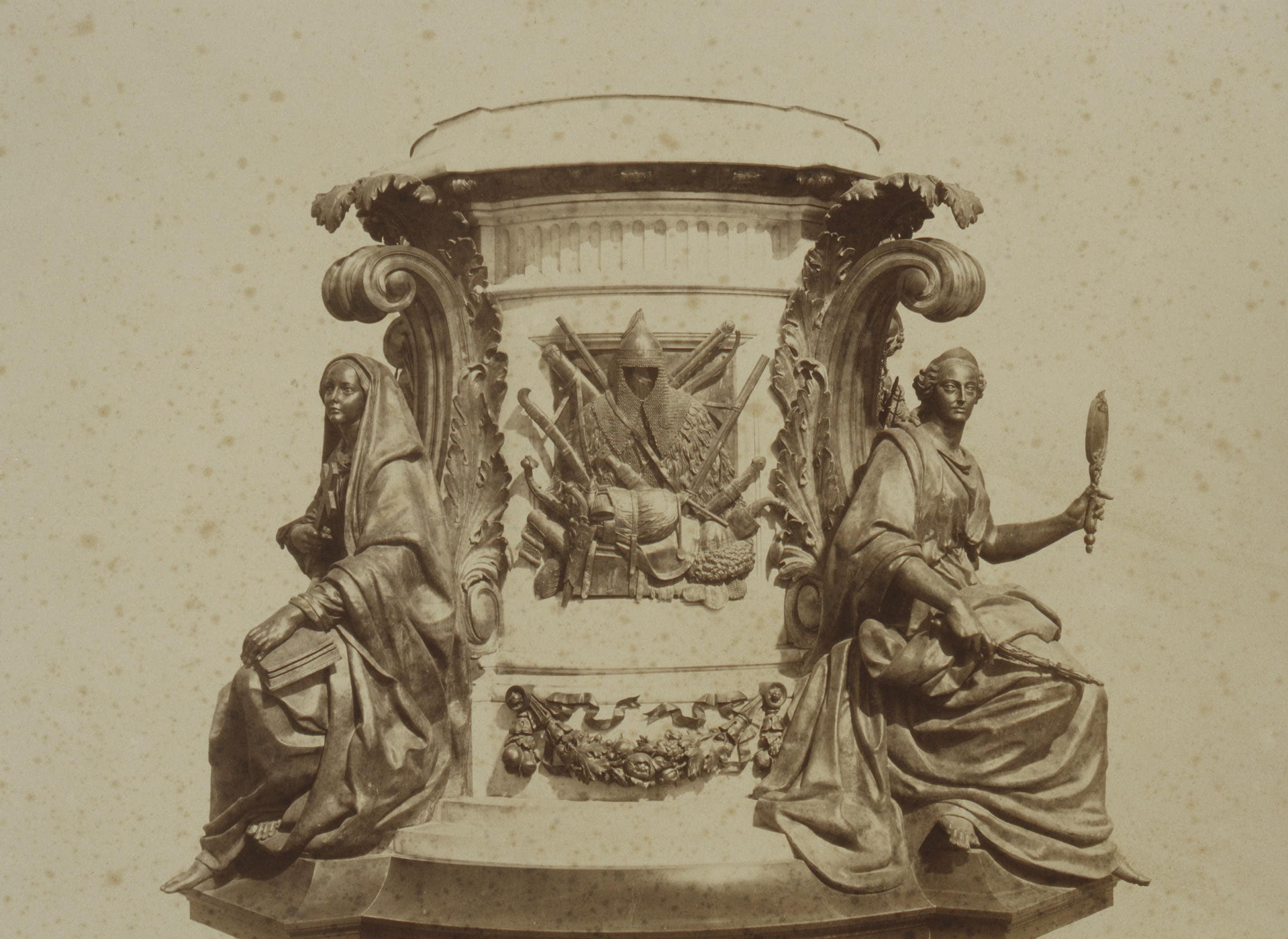
Часть постамента - "Вера" и "Мудрость", 1859
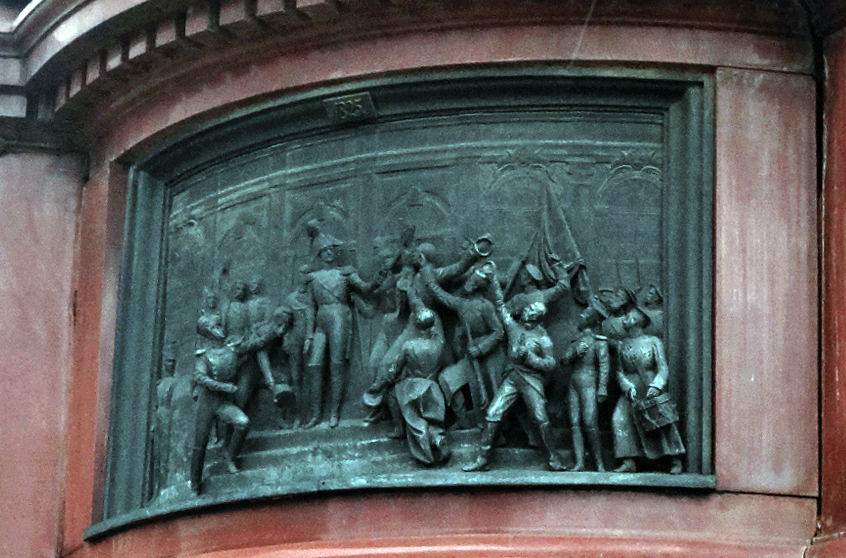
Барельеф «14 декабря 1825»
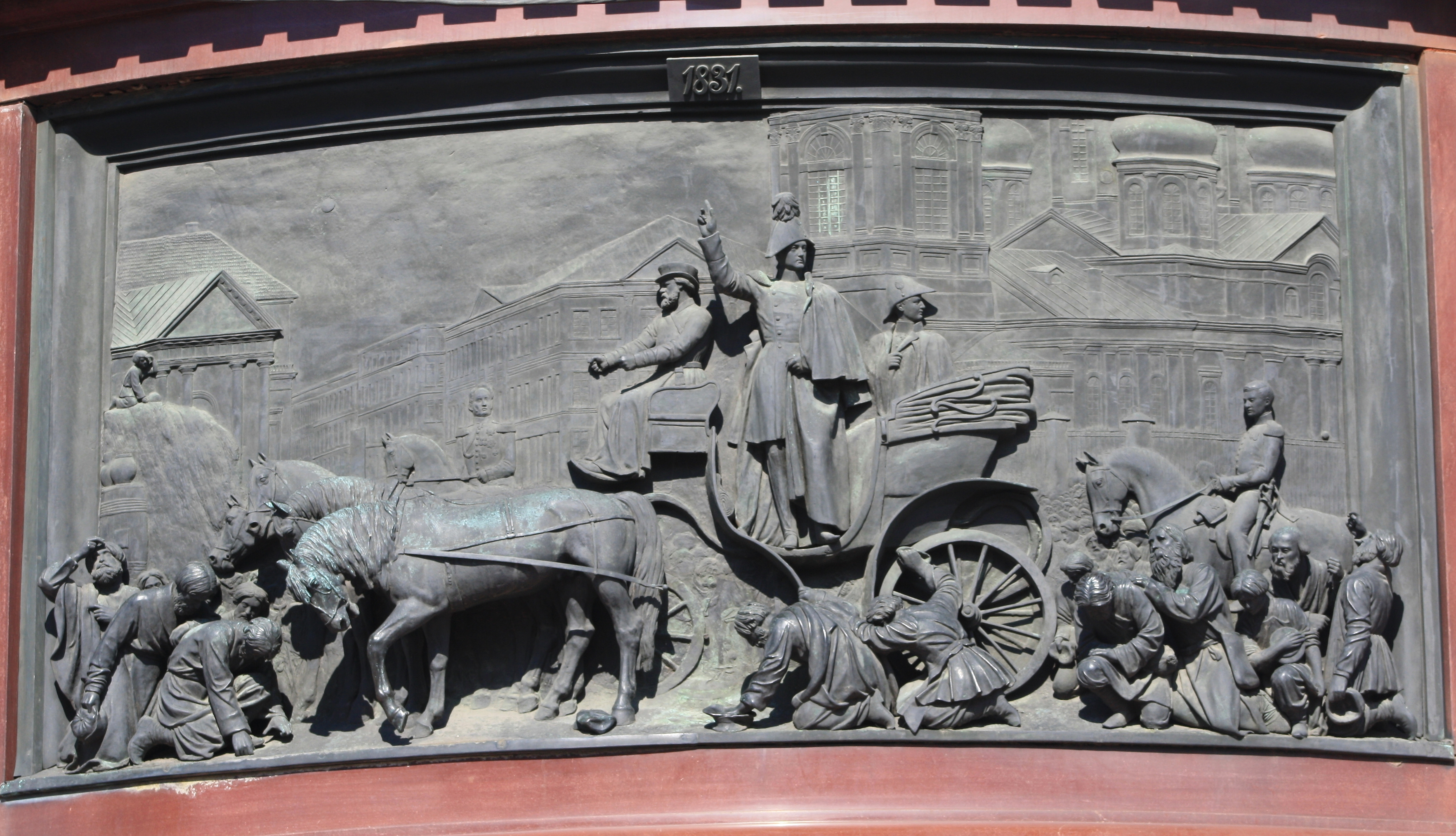
Барельеф «Холерный бунт 1831 года на Сенной площади»
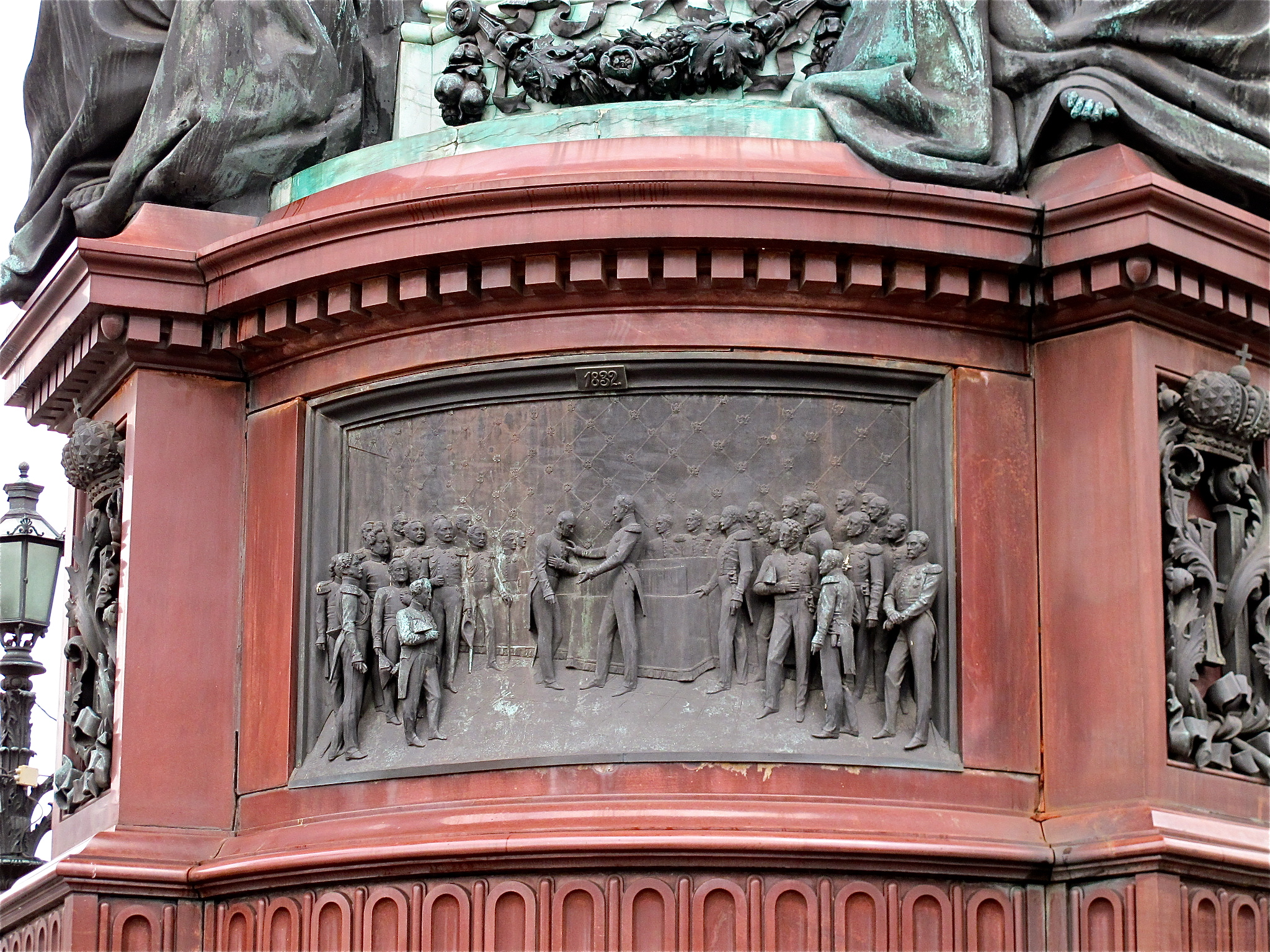
Барельеф «Награждение М. М. Сперанского, собравшего и издавшего в 1832 году «Свод законов Российской Империи»»
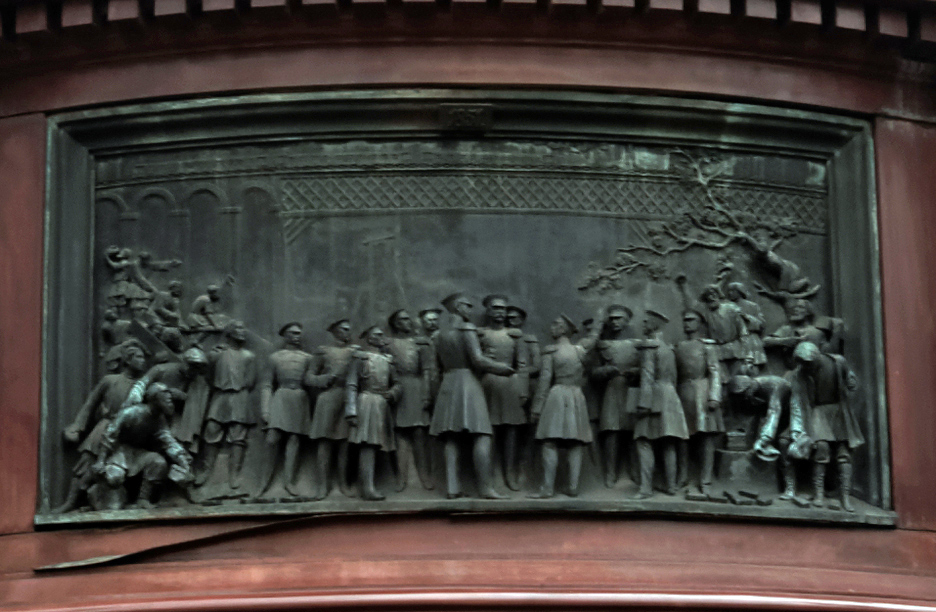
Барельеф «Открытие императором Веребьинского моста Петербург-Московской железной дороги в 1851 году»
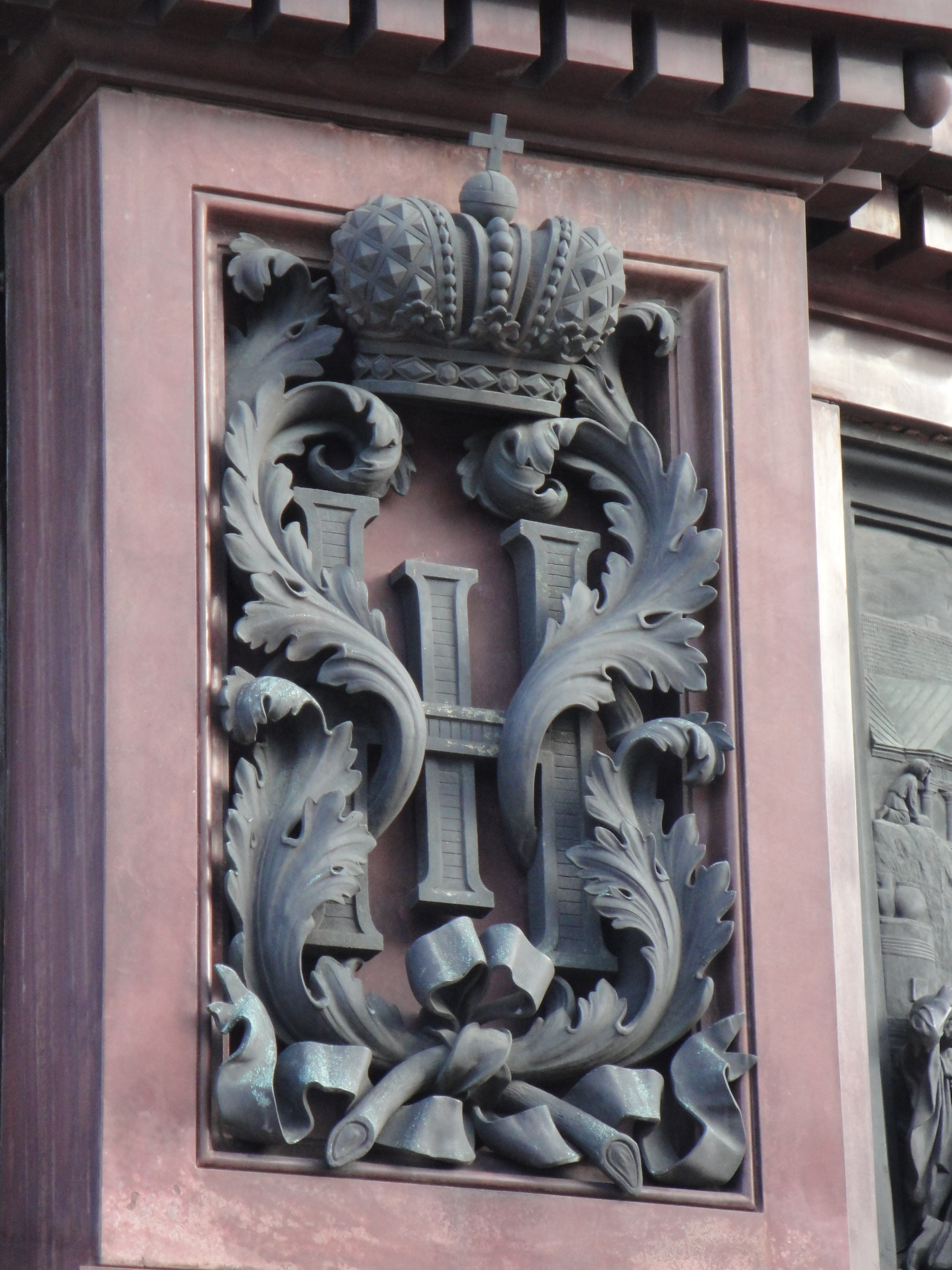
Вензель на постаменте памятника Николаю I
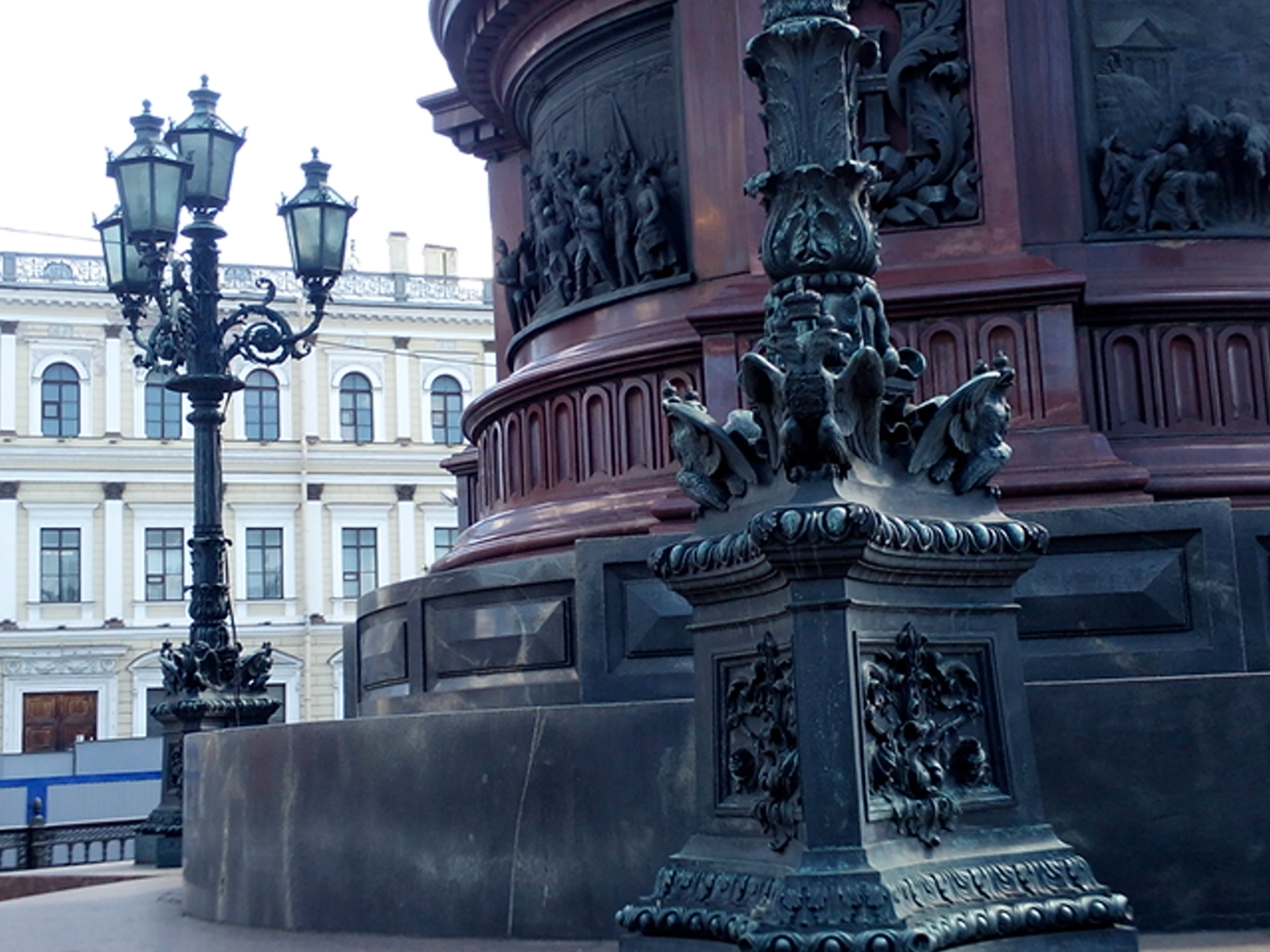
Оформление постамента памятника

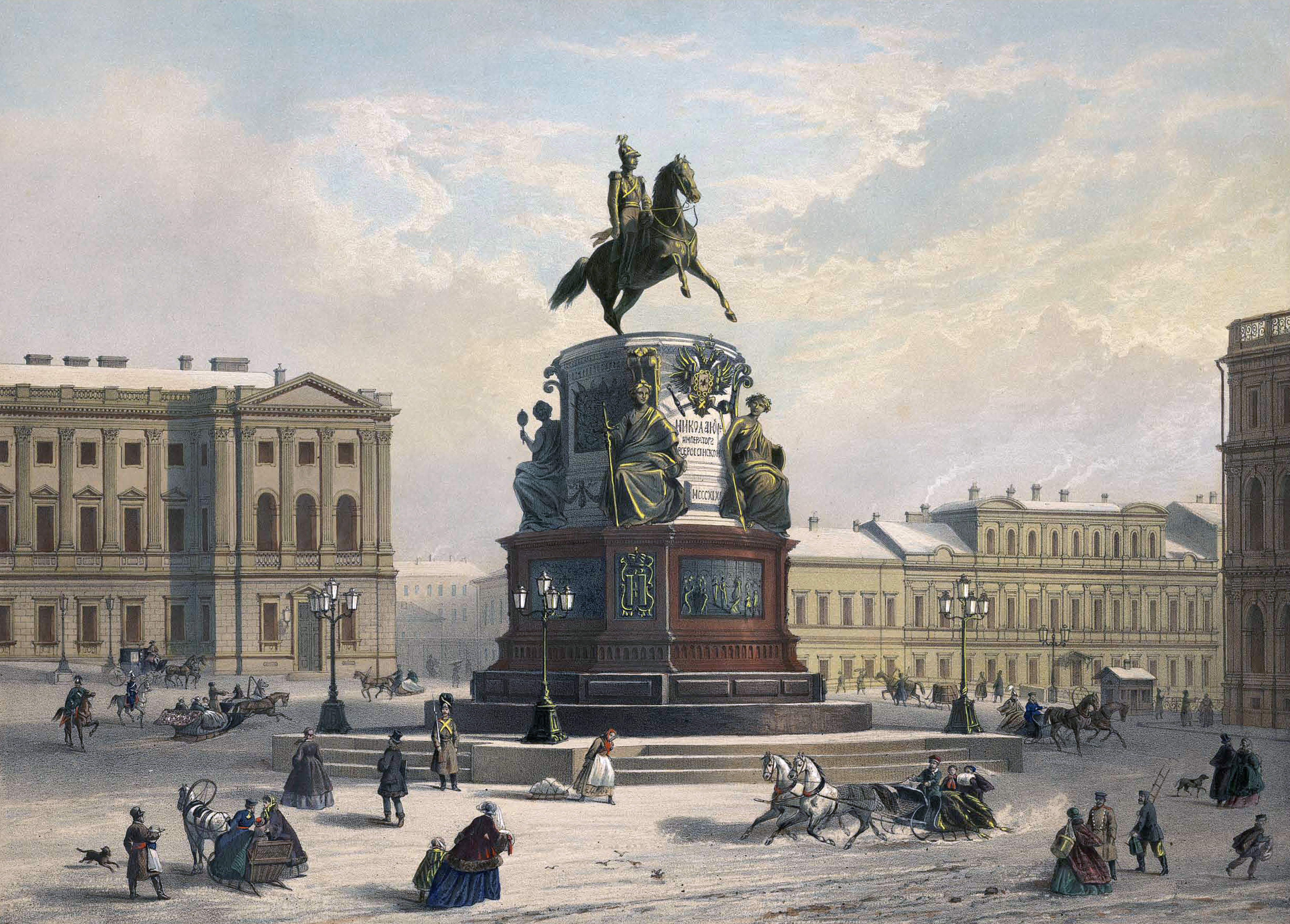
Литография XIX века по рисунку И. Шарлеманя

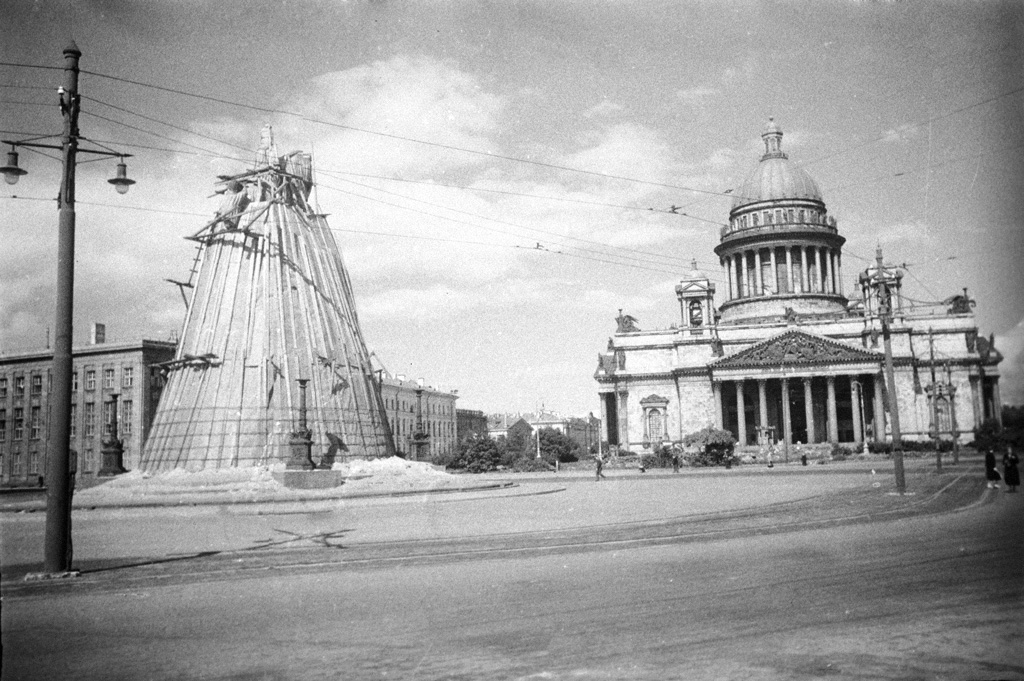
Во время блокады памятник был закамуфлирован, 1942 г.

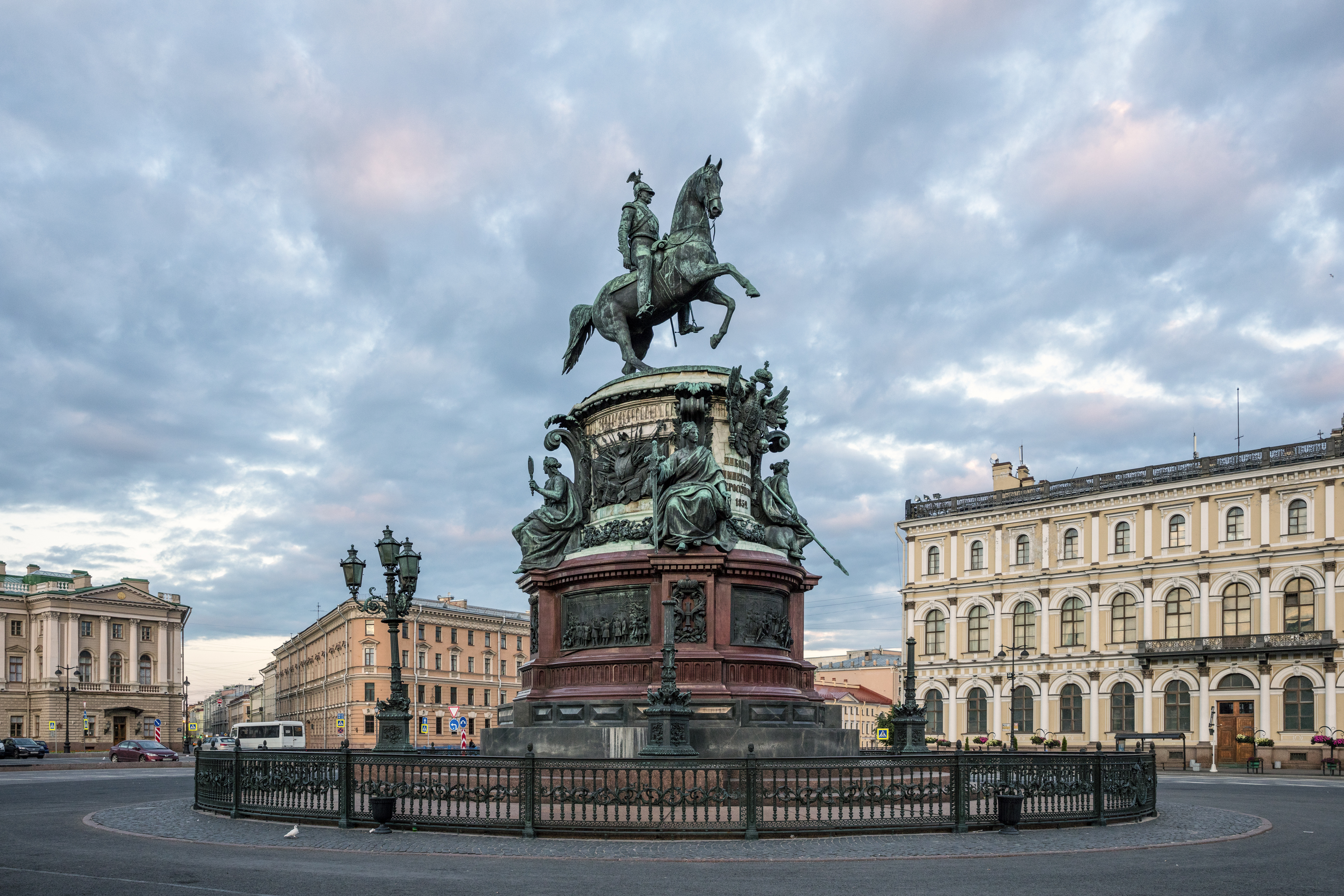
Памятник Николаю I до реставрации, 2016 г.

На сооружение памятника было потрачено 753 тыс. рублей серебром. На отливку статуи ушло около 1300 пудов (21,3 тонны) металла.
Первая отливка статуи была неудачна: металл прорвал форму, как и при отливке Медного всадника. Оба памятника стоят на одной оси, разделённые Исаакиевским собором, причём Медный всадник повёрнут к памятнику Николаю спиной. Так зародилась эпиграмма: дурак умного догоняет, да Исаакий мешает.
Для своего времени памятник считался техническим чудом: это была вторая в Европе конная статуя, поставленная на две точки опоры (задние ноги коня). См. Категория:Конные статуи на двух точках опоры.

## В советское и постсоветское время
В марте 1917 года, вскоре после Февральской революции общественный деятель Л. Ф. Пантелеев, возглавлявший Общество памяти декабристов и считавший памятник неуместным при новой власти, предлагал использовать его пьедестал для монумента в честь участников восстания 14 декабря 1825 года
После Октябрьской революции неоднократно поднимался вопрос о сносе памятника, но благодаря своей уникальной особенности (конная статуя имеет всего две точки опоры) он был признан шедевром инженерной мысли и не был уничтожен. Была демонтирована в 1930-е годы только ограда, окружающая памятник. В 1942 году памятник закамуфлировали щитами с древесиной и брезентом от налётов вражеской авиации. В декабре 1991 года ограду воссоздали на заводе «Монументскульптура», включив в неё отдельные сохранившиеся оригинальные фрагменты.
В ночь на 18 июня 2011 года вандалом был повреждён наконечник копья у одной из фигур на пьедестале. Виновником оказался сторож кадетского корпуса, который свой поступок объяснил желанием сделать необычное фото. Вандал задержан сотрудниками полиции и доставлен в отделение. Копьё впоследствии отреставрировали.

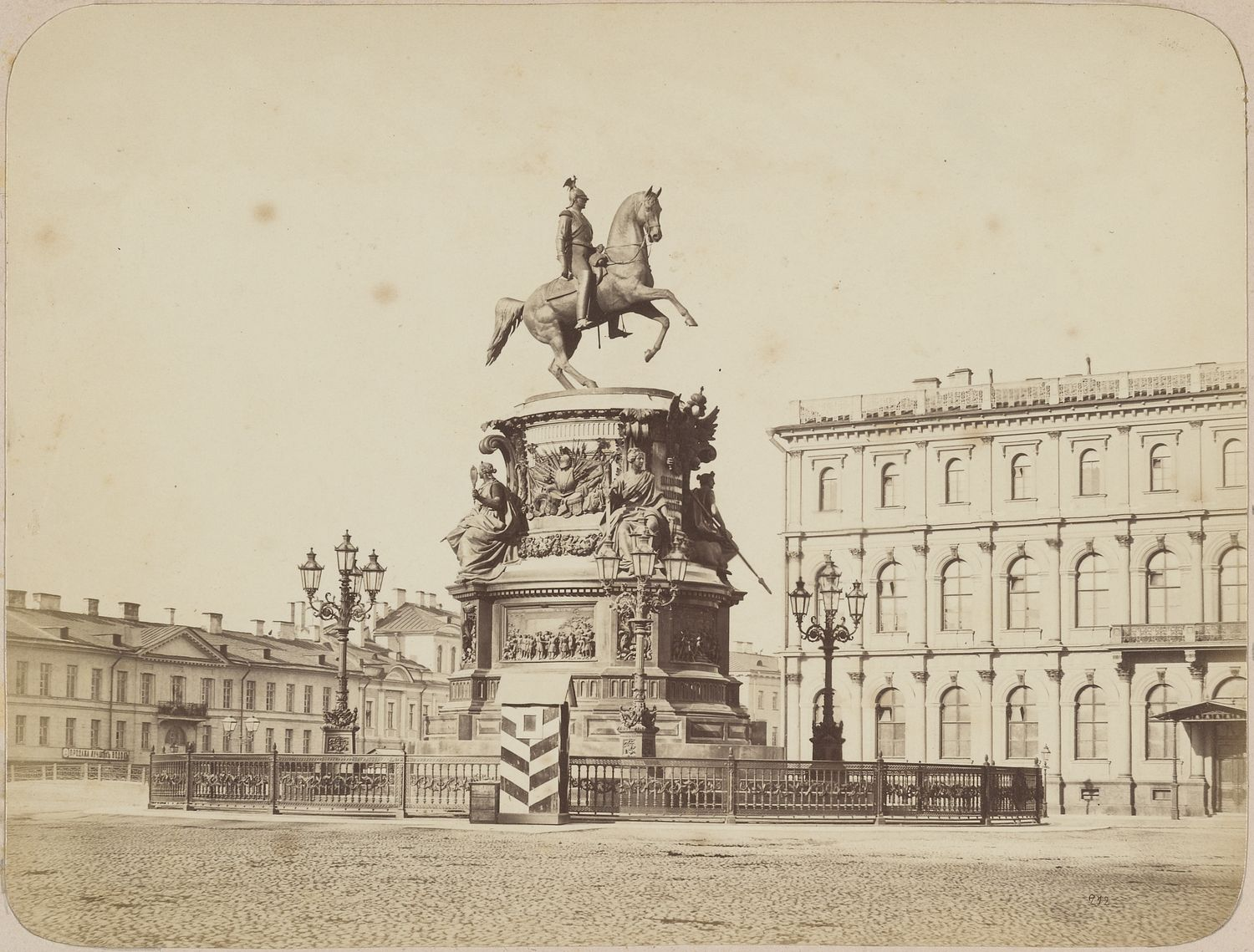
Памятник Николаю I с северо-востока, 1866-1870 гг.
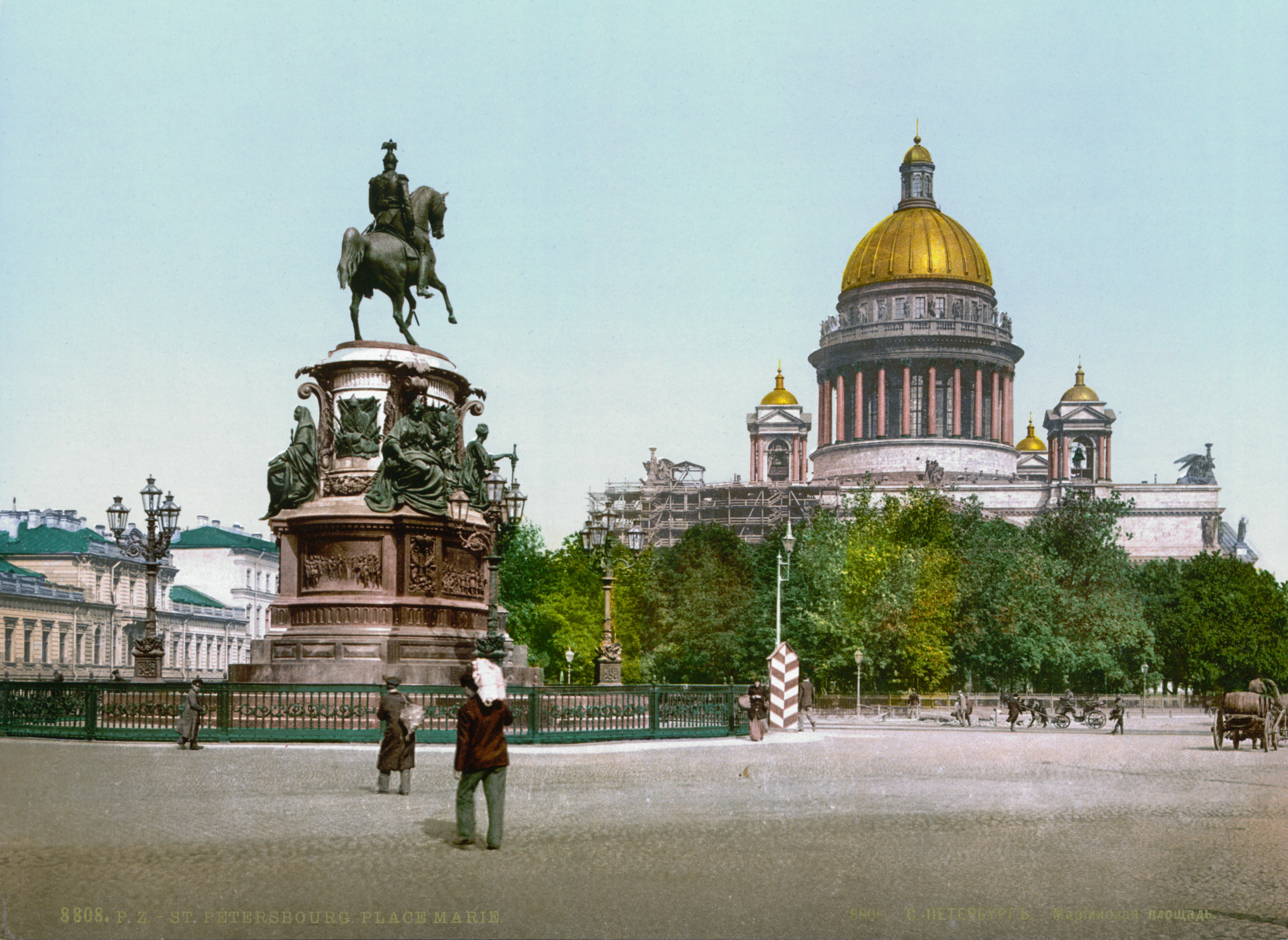
Памятник Николаю I на фоне Исаакиевского собора, конец XIX века
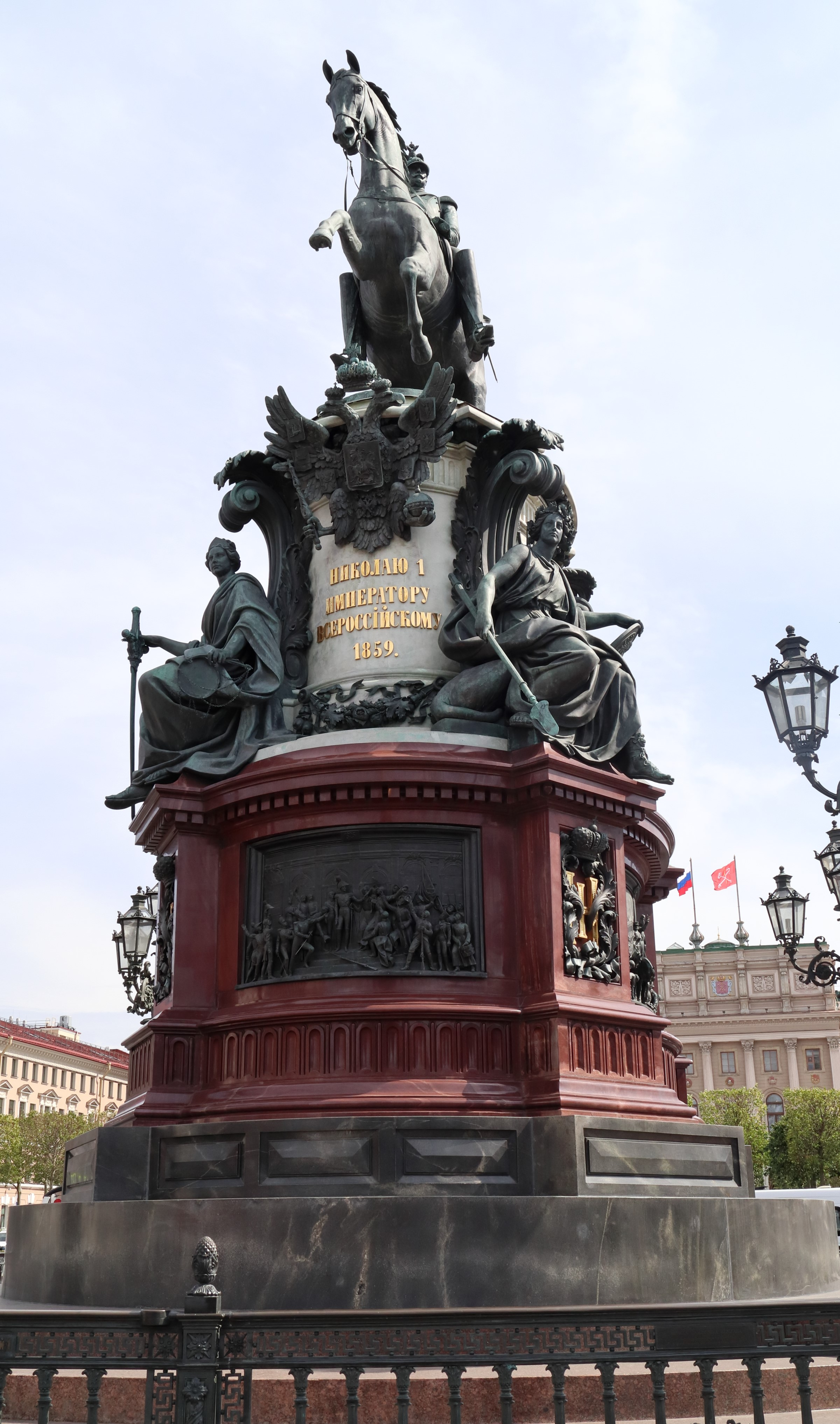
Памятник Николаю I, вид спереди. 2023
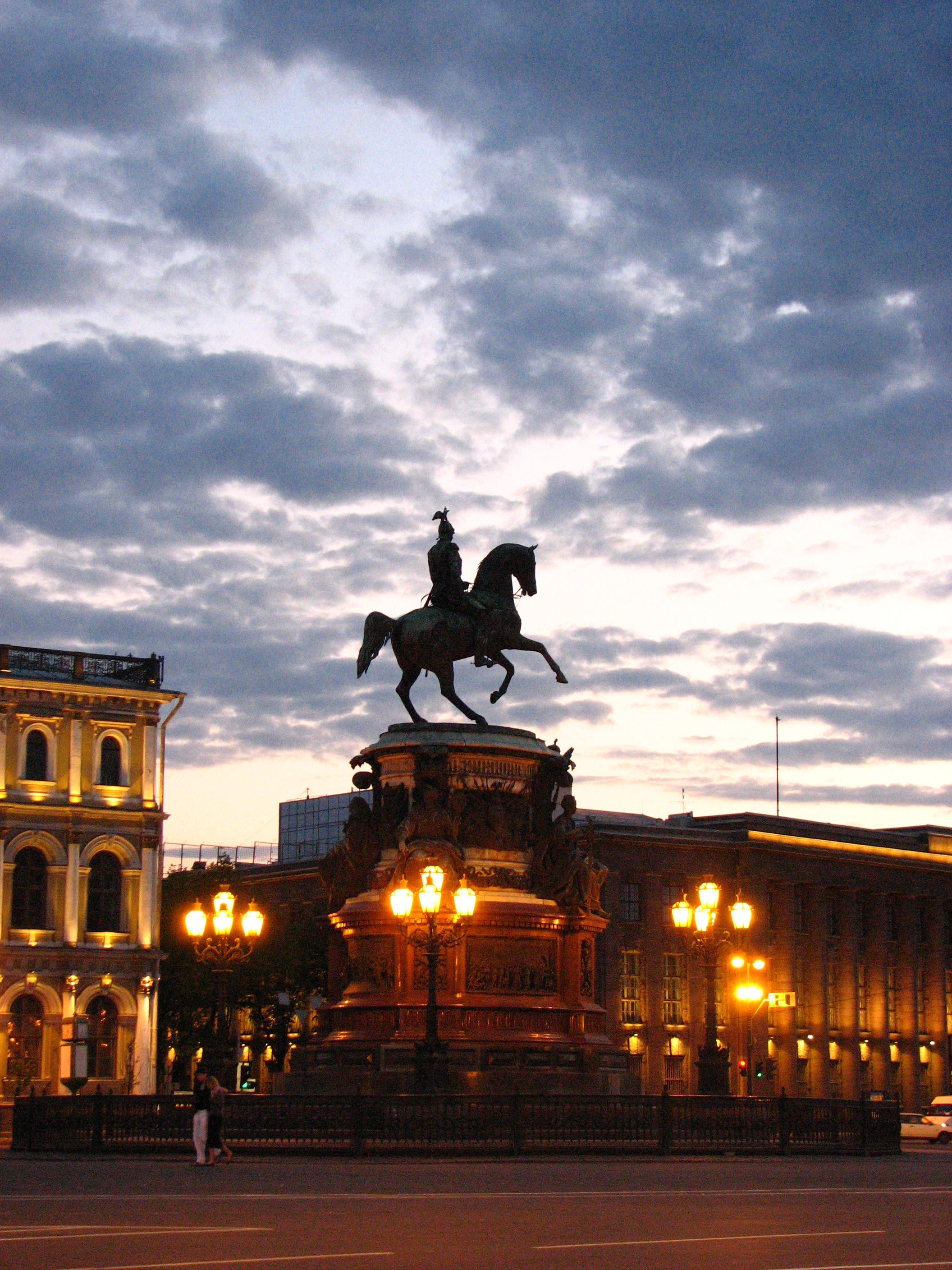
Памятник Николаю I ночью
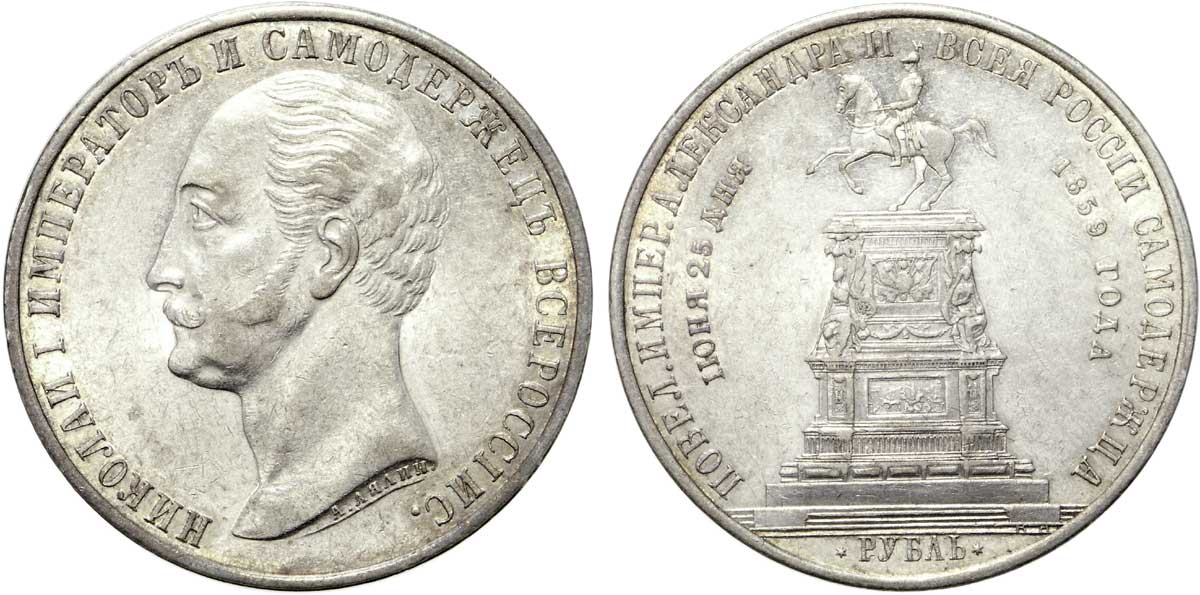
Памятник Николаю I на памятной монете

## Реставрация
В начале 2000-х годов специалисты зафиксировали ухудшение состояния памятника. На протяжении XX века его ремонтировали лишь точечно, в конце 1980-х были заделаны трещины на опорных ногах конной статуи.
3 марта 2020 года КГИОП объявил об утверждении проекта реставрации памятника. К этому моменту  монумент сильно обветшал: в постаменте обнаружены сквозные трещины шириной до 30 мм, бронзовые детали поражены коррозией, каррарский мрамор полностью утратил полировку.
Работы по реставрации завершились в ноябре 2021 года, на их проведение планировали выделить 116,4 млн рублей.